# 2007 في الجزائر
فيما يلي قوائم الأحداث التي وقعت خلال عام 2007 في الجزائر.

## برامج ومسلسلات وأنمي
- موعد مع القدر

## موسيقى

### ألبومات
من الألبومات التي صدرت هذه السنة في الجزائر:
- 1 يناير – بست أوف خالد من غناء الشاب خالد.

## وفيات

### يناير
- 13 يناير – مصطفى الأشرف (مواليد 1917)

### مايو
- 18 مايو – مصطفى مراردة (مواليد 1928)
- 30 مايو – جون-كلود بريالي (مواليد 1933)

### أغسطس
- 16 أغسطس – رينيه بوير (مواليد 1930) ممثل فرنسي.
- 27 أغسطس – إسماعيل العماري (مواليد 1941)